# Febră galbenă
Febra galbenă, cunoscută în istorie ca și ciuma galbenă, vomito negro sau pesta americană este o boală cauzată de un virus tropical fiind clasificată ca boală virală acută. (evolutie rapidă de tip abrupt) În cele mai multe dintre cazuri, simptomele includ febră, frisoane, lipsa poftei de mâncare, greață, dureri musculare, în special ale mușchilor spatelui și dureri de cap. De obicei, simptomele se ameliorează în decursul a cinci zile. În cazul unor persoane, după o zi de la ameliorarea simptomelor, febra revine, apar durerile abdominale și începe vătămarea ficatului, cauzând piele îngălbenită. Dacă aceasta reapare, riscul sângerării și al problemelor ale rinichilor este de asemenea crescut.

## Cauze  și diagnostic
Boala este cauzată de virusul febrei galbene, ce este răspândit prin înțepătura unei femele țânțar din specia Aedes aegypti.  Aceasta afectează doar oamenii, alte primate și câteva specii de țânțari. A fost prima boală descoperită cu transmitere prin intermediul insectelor de către Walter Reed  în jurul anului 1900. Virusul este unul de tip ARN aparținând genului Flavivirus..ARN -ul viral este monocatenar, pozitiv  format din circa 11 000 nucleotide cu o singură secvență de codare pentru proteina virală.Proteazele celulei gazdă  taie această proteină în trei  structuri : C, prM, E și șapte proteine non-structurale: NS1, NS2A, NS2B, NS3, NS4A, NS4B, NS5; enumerarea corespunde aranjări proteinelor ce codeaza genele în genomul viral. .Această boală poate fi dificil de diferențiat de alte boli, mai ales în faza sa primară. Pentru a confirma un asemenea caz, este necesară testarea unei mostre de sânge prin reacția de polimerizare în lanț.

## Prevenire, tratament și prognoză
Există un vaccin sigur și eficient împotriva febrei galbene, iar unele țări solicită vaccinarea călătorilor. Alte eforturi pentru a preveni infecția includ reducerea populației de țânțari ce transmit boala. În zonele unde febra galbenă apare frecvent, iar vaccinarea rar, diagnosticarea din timp a bolii și imunizarea majorității populației este importantă pentru a preveni izbucnirea epidemiilor. Odată ce infecția a apărut, combaterea acesteia se efectuează simptomatic, neexistând măsuri specifice ce ar putea avea efect împotriva virusului. În cazul persoanelor aflate în stare gravă, decesul survine pentru aproape jumătate dintre cei care nu urmează niciun tratament.

## Epidemiologie și istoric
Febra galbenă cauzează 200.000 de infecții și 30.000 de decese în fiecare an, 90% dintre acestea apărând în Africa. Circa un miliard de persoane trăiesc într-o zonă a lumii unde această boală este frecventă. Aceasta este comună la în zonele tropicale ale Americii de Sud și Africii, dar nu și în Asia. Numărul cazurilor de febră galbenă a crescut după anii ‘80. Se crede că această creștere este datorată scăderii numărului de persoane ce sunt imune la aceasta, numărului ridicat de persoane ce locuiesc în mediul urban, deplasarea frecventă a populației și schimbării climatului. Boala este originară din regiunea Africii și s-a răspândit în America de Sud prin  comerțul cu sclavi ce datează din secolul al XVII-lea. Începând cu secolul al XVII-lea, câteva  epidemii ale acestei boli, au apărut în America, Africa și Europa. În secolele XVIII și XIX, febra galbenă era văzută ca fiind una dintre cele mai periculoase boli infecțioase. Virusul febrei galbene a fost primul descoperit la oameni.